# Anoplodesmus cylindricus
Anoplodesmus cylindricus är en mångfotingart som först beskrevs av Carl 1932.  Anoplodesmus cylindricus ingår i släktet Anoplodesmus och familjen orangeridubbelfotingar. Inga underarter finns listade i Catalogue of Life.